# 麻木久仁子の週刊「ほんなび」
『麻木久仁子の週刊「ほんなび」』（あさぎくにこのしゅうかんほんなび）とは、TBSラジオで2013年4月1日から2014年9月28日まで放送されたラジオ番組である。

## 番組概要
この番組では、毎回〝本好き〟のゲストを招いて、オススメの本を紹介してもらいながら、本にまつわるお喋りをするトーク番組である。
内容としては、単なる作品紹介に留まらず、本を通じて、ゲストの趣味・嗜好、大切にしていることなどを紐解いていきながら、どんな本を読もうかと迷っている人のヒントになるものである。
なお、紹介するジャンルは問わず、ときには児童書や詩集、写真集も取り上げる。